# 武裕美
武 裕美（たけ ゆみ、1987年10月18日 - ）は、日本のアナウンサー、キャスター。圭三プロダクション所属。元東海テレビ放送アナウンサー。

## 来歴・人物
静岡市葵区出身。身長155cm。
静岡県立静岡高等学校在学中アメリカへ1年間留学。卒業後慶應義塾大学商学部へ進学、並行して圭三プロダクションに所属し、活動していた。その当時からスポーツ観戦が好きで、在学中東京六大学野球の母校戦に頻繁に足を運び、一人でスコアを付けていたため、野球部のマネージャーに間違えられたこともあったという。プロ野球も、年間80試合以上球場で観戦。3年次にはフジテレビONEの『プロ野球ニュース』で水曜日アシスタントを務めた。当時のアシスタントのなかでは唯一の現役学生だった。
大学卒業後の2011年東海テレビ入社。同期入社は長島弘樹、浦口史帆。1年先輩の清水亜里沙は、ウェザーニューズ『おは天』のお天気キャスターとしては1期後輩となる（武は10期、清水が11期）。
入社1年目の3月4日から、『KEIBA BEAT』に、清水美紀（既に退社）以来となるアナウンサーMCとして起用された。
2015年6月末東海テレビを退社。
英語検定2級・漢字検定2級を所有、特技は野球のスコア付け・英会話。
長女、長男がいる。

## 現在の担当・出演番組
- 中央競馬パドック中継 - ナビゲーター

## 過去の担当・出演番組

### THK入社後
レギュラー
- FNN東海テレビスーパーニュース「ウラなう。」→「きにナール！」リポーター（2011年6月 - 2012年、不定期）
- ありったけ!（2011年11月 - 2012年9月）
- KEIBA BEAT（中京競馬場開催時の東海テレビ制作放送） - アシスタントMC（2012年3月 - 2015年3月29日 ）
- ぷれサタ! - 中継「髙田彦神社」→おでかけランキングリポーター（2012年4月 - 2013年3月）
- xMusic - ナレーター、一部コーナー進行
- きょうのアナ。f（2012年10月 - 2013年3月）
- ドラHOTプラス - アシスタント（2013年3月30日 - 2015年4月4日）
- スタイルプラス -ナレーター（2013年11月 - 2014年1月）
- 視聴者参加型生クイズ お茶の間アンサー! - アシスタント
- 有吉弘行のヘベレケ→千原ジュニアのヘベレケ - ナレーター
- POWER OF MUSIC - ナレーター
- あしたのニュース（ローカルパート）
- FNN東海テレニュース（不定期）
- ドラゴンズTODAY（不定期・週2〜3回程）

単発・特別番組
- FNS27時間テレビ - オープニング中継（2011年、2012年）
- 愛知駅伝 - リポーター（2011年、2012年）
- アイアンマン70.3（2011年）
- めざましテレビ（2011年11月29日「めざまし紅葉エイド」で香嵐渓から生中継）
- TAO LIVE 2011 - リポーター（2011年11月29日）
- 冬の岩手!ふれあい旅 - リポーター（2012年1月28日）
- カスペ!「日本全国アナウンサー歌うまNo.1決定戦スペシャル」（2012年7月10日）
- 大自然&名物グルメ満喫! 感動!いわて夏紀行 - リポーター（2012年7月21日）
- 実況生中継にっぽんど真ん中祭り - MC（2012年8月25日）
- 東京ガールズコレクションin NAGOYA 2012 - MC（2012年9月1日）

### THK入社前
- 高校野球ダイジェスト（テレビ埼玉）MC [5]
- プロ野球ニュース2009（フジテレビTWO）アシスタントMC 高木豊・金村義明と共演
- おは天（ウェザーニューズ、第10期中部エリア担当キャスター。2008年9月1日 - 12月31日）[6]

## 連載
- TVnavi中部版『ゆみの想いのたけ』（2012年4月号 - 9月号）
- Tokai Walker中部『TVアナウンサーのご褒美グルメ』(2012年6月19日発売)